# Acromyrmex hystrix
Acromyrmex hystrix är en myrart som först beskrevs av Pierre André Latreille 1802.  Acromyrmex hystrix ingår i släktet Acromyrmex och familjen myror.

## Underarter
Arten delas in i följande underarter:
- A. h. ajax
- A. h. hystrix